# Мохамед Каллон
Мохамед Каллон (англ. Mohamed Kallon, нар. 6 жовтня 1979, Кенема) — сьєрра-леонський футболіст, що грав на позиції нападника. По завершенні ігрової кар'єри — тренер. З 2014 року очолює тренерський штаб юнацької збірної Сьєрра-Леоне віком гравців до 17 років. Відомий за виступами у низці сьєрра-леонських і закордонних футбольних клубів, найбільш відомий за виступами у складі міланського «Інтернаціонале» та клубу «Монако», а також у складі національної збірної Сьєрра-Леоне. Клубний чемпіон Азії. Вважається найвідомішим сьєрра-леонським футболістом усіх часів.

## Клубна кар'єра
Мохамед Каллон народився у 1979 році в місті Кенема. У 1994 році розпочав навчатися у школі «Олд Едвардіанс» у столиці країни Фрітауні, одночасно грав за футбольну команду школи «Олд Едвардіанс», яка грала у вищому дивізіоні Сьєрра-Леоне, та зіграв протягом року 13 матчів чемпіонату країни.
У 1994 році Каллон вирішив спробувати сили в закордонному чемпіонаті, та став гравцем ліванського клубу «Тадамон Сур». Наступного року сьєрра-леонський форвард став гравцем нижчолігового шведського клубу «Спонга», а за кілька місяців отримав запрошення до клубу італійської Серії A «Інтернаціонале» з Мілану, утім до основного складу молодий форвард не пробився, й до 1999 року він грав у орендах за швейцарський клуб «Лугано» та італійські клуби «Болонья», «Дженоа» і «Кальярі». У 1999 році Каллон вже на правах постійного контракту став гравцем італійського клубу «Реджина», де став гравцем основного складу. У сезоні 2000—2001 років сьєрра-леонський футболіст грав у складі італійського клубу «Віченца», де також став гравцем основного складу.
У 2001 році Мохамед Каллон повернувся до клубу «Інтернаціонале» на правах постійного контракту. У перший сезон виступів він став гравцем основного складу та одним із кращих бомбардирів команди, відзначившись у 29 матчах 9 забитими м'ячами, проте на початку наступного сезону отримав ушкодження, тому зіграв лише 9 матчів за сезон. Проте після відновлення після травми 27 вересня 2013 року в організмі футболіста був виявлений заборонений препарат нандролон, унаслідок чого його відсторонили від ігор на 8 місяців.
Після допінгового скандалу Каллон вирішив шукати собі новий клуб, і у 2004 році перейшов до клубу найвищого французького дивізіону «Монако». Спочатку сьєрра-леонський форвард був гравцем основного складу команди, проте зі зміною головного тренера він втратив місце в основі, й у 2005 році на правах оренди перейшов до саудівського клубу «Аль-Іттіхад», у складі якого став клубним чемпіоном Азії. У 2006 році футболіст повернувся до «Монако», але вже на початку 2008 року став гравцем грецького клубу АЕК. За пів року Каллон став гравцем еміратського клубу «Аш-Шабаб» з Дубая, в якому грав до середини 2009 року.
У 2009 році Мохамед Каллон повертається на батьківщину, де став власником футбольного клубу, який названий за його прізвищем «Каллон», та грав у його складі до середини наступного року. У кінці 2010 року сьєрра-леонський футболіст грав у складі китайського клубу «Шеньсі Чаньба», а у 2011 році у складі індійського клубу «Віва Керала». У 2012 році Каллон повернувся до власного клубу, в якому грав до 2014 року, після чого завершив виступи на футбольних полях.

## Виступи за збірну
У 1995 році Мохамед Каллон дебютував у складі національної збірної Сьєрра-Леоне. У складі збірної грав у фінальній частині Кубка африканських націй 1996 року, проте збірна Сьєрра-Леоне не подолала на ньому груповий бар'єр. У складі збірної Мохамед Каллон грав до 2012 року, тривалий час був капітаном команди, проте інших успіхів на міжнародній арені команда Сьєрра-Леоне не добилась. Загалом протягом кар'єри в національній команді Мохамед Каллон провів у її формі 40 матчів, забивши 8 голів.

## Після закінчення виступів на футбольних полях
Ще у 2002 році Мохамед Каллон придбав футбольний клуб «Сьєрра Фішеріз» з Фрітауна, який після цього отримав нову назву «Каллон», який у 2006 році став чемпіоном країни. У 2014 році Каллон очолив тренерський штаб юнацької збірної Сьєрра-Леоне віком гравців до 17 років. Також Мохамед Каллон є засновником благодійного фонду для допомоги безпритульним дітям зі Сьєрра-Леоне, який співпрацює з урядовими структурами країни, Організацією Об'єднаних Націй, та іншими неурядовими організаціями.

## Особисте життя
Мохамед Каллон є мусульманином, та належить до етнічної групи мандінка. Мохамед Каллон одружений зі своєю подругою дитинства. Мохамед є молодшим братом колишніх футболістів збірної Сьєрра-Леоне Кемокаї Каллона та Муси Каллона.
| Дата       | Місто         | Господарі            | Результат | Гості                | Турнір                                  | Голи | Примітки  |
| ---------- | ------------- | -------------------- | --------- | -------------------- | --------------------------------------- | ---- | --------- |
| 7-1-1995   | Фрітаун       | Сьєрра-Леоне         | 2 – 0     | Гамбія               | Відбір КАН                              | -    | Замінений |
| 8-4-1995   | Фрітаун       | Сьєрра-Леоне         | 1 – 0     | Гана                 | Відбір до Кубка африканських націй 1996 | -    |           |
| 22-4-1995  | Браззавіль    | Республіка Конго     | 0 – 2     | Сьєрра-Леоне         | Відбір КАН                              | 1    |           |
| 3-6-1995   | Фрітаун       | Сьєрра-Леоне         | 5 – 1     | Нігер                | Відбір до Кубка африканських націй 1996 | 1    |           |
| 15-1-1996  | Блумфонтейн   | Сьєрра-Леоне         | 2 – 1     | Буркіна-Фасо         | Кубок африканських націй                | 1    | 54'       |
| 18-1-1996  | Блумфонтейн   | Алжир                | 2 – 0     | Сьєрра-Леоне         | Кубок африканських націй                | -    | 75'       |
| 16-6-1996  | Фрітаун       | Сьєрра-Леоне         | 0 – 1     | Бурунді              | Відбір до ЧС 1998                       | -    |           |
| 6-10-1996  | Туніс (місто) | Туніс                | 2 – 0     | Сьєрра-Леоне         | Відбір до Кубка африканських націй 1998 | -    |           |
| 9-11-1996  | Рабат         | Марокко              | 4 – 0     | Сьєрра-Леоне         | Відбір до ЧС 1998                       | -    |           |
| 11-1-1997  | Фрітаун       | Сьєрра-Леоне         | 1 – 0     | Габон                | Відбір до ЧС 1998                       | -    | 62'       |
| 5-4-1997   | Фрітаун       | Сьєрра-Леоне         | 1 – 1     | Гана                 | Відбір до ЧС 1998                       | -    |           |
| 26-4-1997  | Фрітаун       | Сьєрра-Леоне         | 0 – 1     | Марокко              | Відбір до ЧС 1998                       | -    |           |
| 17-8-1997  | Obuasi        | Гана                 | 0 – 2     | Сьєрра-Леоне         | Відбір до ЧС 1998                       | 1    |           |
| 22-4-2000  | Фрітаун       | Сьєрра-Леоне         | 4 – 0     | Сан-Томе і Принсіпі  | Відбір до ЧС 1998                       | -    |           |
| 17-6-2000  | Лагос         | Нігерія              | 2 – 0     | Сьєрра-Леоне         | Відбір до ЧС 2002                       | -    |           |
| 9-7-2000   | Аккра         | Гана                 | 5 – 0     | Сьєрра-Леоне         | Відбір до ЧС 2002                       | -    | 41'       |
| 25-2-2001  | Монровія      | Ліберія              | 1 – 0     | Сьєрра-Леоне         | Відбір до ЧС 2002                       | -    |           |
| 10-3-2001  | Фрітаун       | Сьєрра-Леоне         | 0 – 2     | Судан                | Відбір до ЧС 2002                       | -    |           |
| 21-4-2001  | Фрітаун       | Сьєрра-Леоне         | 1 – 0     | Нігерія              | Відбір до ЧС 2002                       | -    |           |
| 14-7-2001  | Фрітаун       | Сьєрра-Леоне         | 0 – 1     | Ліберія              | Відбір до ЧС 2002                       | -    |           |
| 8-6-2003   | Касабланка    | Марокко              | 1 – 0     | Сьєрра-Леоне         | Відбір до Кубка африканських націй 2004 | -    |           |
| 22-6-2003  | Фрітаун       | Сьєрра-Леоне         | 2 – 0     | Екваторіальна Гвінея | Відбір КАН                              | 1    |           |
| 12-10-2003 | Браззавіль    | Республіка Конго     | 1 – 0     | Сьєрра-Леоне         | Відбір до ЧС 2006                       | -    | 29'       |
| 14-6-2005  | Фрітаун       | Сьєрра-Леоне         | 2 – 0     | Гвінея               | товариський матч                        | 1    |           |
| 3-9-2006   | Фрітаун       | Сьєрра-Леоне         | 0 – 0     | Малі                 | Відбір КАН                              | -    |           |
| 24-3-2007  | Ломе          | Того                 | 3 – 1     | Сьєрра-Леоне         | Відбір до Кубка африканських націй 2008 | -    |           |
| 17-10-2007 | Фрітаун       | Сьєрра-Леоне         | 1 – 0     | Гвінея-Бісау         | Відбір до ЧС 2010                       | -    |           |
| 17-11-2007 | Бісау         | Гвінея-Бісау         | 0 – 0     | Сьєрра-Леоне         | Відбір до ЧС 2010                       | -    | 79'       |
| 30-4-2008  | Монровія      | Ліберія              | 3 – 1     | Сьєрра-Леоне         | товариський матч                        | 1    |           |
| 1-6-2008   | Малабо        | Екваторіальна Гвінея | 2 – 0     | Сьєрра-Леоне         | Відбір до ЧС 2010                       | -    | 80'       |
| 14-6-2008  | Фрітаун       | Сьєрра-Леоне         | 1 – 0     | ПАР                  | Відбір до ЧС 2010                       | 1    |           |
| 21-6-2008  | Преторія      | ПАР                  | 0 – 0     | Сьєрра-Леоне         | Відбір до ЧС 2010                       | -    | 90+4'     |
| 6-9-2008   | Фрітаун       | Сьєрра-Леоне         | 2 – 0     | Екваторіальна Гвінея | Відбір до ЧС 2010                       | -    |           |
| 11-10-2008 | Абуджа        | Нігерія              | 4 – 1     | Сьєрра-Леоне         | Відбір до ЧС 2010                       | -    | 34' 43'   |
| 9-2-2011   | Лагос         | Нігерія              | 2 – 1     | Сьєрра-Леоне         | товариський матч                        | -    |           |
| 27-3-2011  | Ніамей        | Нігер                | 3 – 1     | Сьєрра-Леоне         | Відбір КАН                              | -    | Замінений |
| 2-6-2012   | Фрітаун       | Сьєрра-Леоне         | 2 – 1     | Кабо-Верде           | Відбір до ЧС 2014                       | -    | 72'       |
| 9-6-2012   | Малабо        | Екваторіальна Гвінея | 2 – 2     | Сьєрра-Леоне         | Відбір до ЧС 2014                       | -    | 46'       |
| 16-6-2012  | Фрітаун       | Сьєрра-Леоне         | 4 – 2     | Сан-Томе і Принсіпі  | Відбір до Кубка африканських націй 2013 | -    |           |
| 8-9-2012   | Фрітаун       | Сьєрра-Леоне         | 2 – 2     | Туніс                | Відбір КАН                              | -    | 88'       |
| Усього     |               | Матчів               | 40        |                      | Голів                                   | 8    |           |

## Титули і досягнення
- Клубний чемпіон Азії (1):

«Аль-Іттіхад»: 2005